# Юлтиєва Нінель Даутівна
Нінель Даутівна Юлтиєва (башк. Нинель Дауыт ҡыҙы Юлтыева) (1926–2014) — радянська балерина, педагог, хореограф. Заслужена артистка Татарської АРСР (1953). Народна артистка РРФСР (1957). Народна артистка Республіки Татарстан (1996). Народна артистка Республіки Башкортостан (1995).

## Біографія
Народилася 3 лютого 1926 року в Уфі в сім'ї башкирського письменника і громадського діяча Даута Юлтиєва.
У 1935-1941 роках навчалася в ЛАХУ.
У 1968 році закінчила педагогічне відділення ЛАХУ імені А.Я. Ваганової.
У 1972 році закінчила балетмейстерське відділення ЛДК імені М. Римського-Корсакова.
У 1941-1946 роках — солістка Башкирського державного театру опери і балету.
У 1946 році приїхала в Казань, дебютувала в Татарському академічному театрі опери та балету імені М. Джаліля у головній ролі в балеті Н.Г. Жиганова «Зюгра».
З 1946-1966 роках прима-балерина і художній керівник балетної трупи Татарського театру опери та балету імені М. Джаліля.
З 1972 року завідувач кафедри хореографії Казанського інституту культури.
З 1985 року професор Казанського інституту культури.
У 1974-1977 роках головний балетмейстер і художній керівник Каїрської балетної трупи (Єгипет).
У 1981-1983 роках балетмейстер і педагог Каракаського театру імені Т. Кареньо у Венесуелі.
У 1988-1989 роках художній керівник Каїрського Вищого балетного інституту (Єгипет).
З 1998 року Нінель Юлтиєва — художній керівник Київського хореографічного училища.
Активна педагогічна діяльність Н.Д. Юлтиєвої, розпочата в 1950-ті, триває досі: кілька сотень її вихованців нині викладають в інститутах, школах, училищах, керують колективами, що працюють у театрах.
Померла 23 листопада 2014 року в Казані.

## Основні партії
На сцені театрів опери та балету Н. Юлтиєвою виконано безліч провідних партій серед яких:
- Ватажок журавлів («Журавлина пісня» З.Г. Ісмагілова і Л.Б. Степанова)
- Марія («Бахчисарайський фонтан» Б.В. Асаф'єва)
- Сванильда («Коппелія» Л Деліба)
- Аврора («Спляча красуня» П.І. Чайковського)
- Жизель («Жизель» А. Адама)
- Одетта («Лебедине озеро» П.І. Чайковського)
- Одилія («Лебедине озеро» П.І. Чайковського)
- Кітрі («Дон Кіхот» Л. Мінкуса)
- Сіюмбіке («Шурале» Ф. Ярулліна)
- Зюгра («Зюгра» Н.Г. Жиганова)
- Раушан («Раушан» З. Хабібулліна)
- Сарви («Золотий гребінь» Е. Бакірова)

## Звання та нагороди
- Заслужена артистка Татарської АРСР (1953)
- Народна артистка РРФСР (1957)
- Народна артистка Республіки Татарстан (1996)
- Народна артистка Республіки Башкортостан (1995)
- Нриз «Душа танцю»
- Дійсний член Санкт-Петербурзької Петровської академії науки і мистецтва[3], професор
- Медаль «За доблесну працю у Великій Вітчизняній війні 1941—1945 рр.»